# 麻生圭子
麻生 圭子 （あそう けいこ、1957年〈昭和32年〉7月8日 - ）は、日本の作詞家・随筆家。大分県日田市出身。

## 来歴
大分県日田市出身。女子美術短期大学中退。在学中に結婚するが2年で離婚し、1981年にベルリンへ渡る。作詞家を目指し、旅行中に書き留めた詞が山下久美子のアルバムに採用されて作詞家デビュー。同年、吉川晃司の『You Gotta Chance 〜ダンスで夏を抱きしめて〜』を書き下し、一躍売れっ子作家の仲間入りをする。以後、小泉今日子、中森明菜、浅香唯など、1980年代のアイドル全盛時にヒット曲を相次ぎ作詞した。1990年代以降は若い女性らを読者とする随筆家に転身。1996年に京都に移住した。1999年からは建築家の夫と京都市で町家暮らしを始め、京都の生活や文化についてのエッセイなど多数の著作物を出版している。その後、英国ロンドン暮らしを1年経験して帰国。現在は滋賀県大津市にある琵琶湖畔の家で暮らしている。
高音から次第に聞こえにくくなる進行性難聴を患っており、『読売新聞』土曜日夕刊の「一病息災」で2023年4月、闘病記を連載した。

## 主な作詞楽曲
- 相川恵里
  - 約束（補作詞）
- あいざき進也
  - ナインティーン・レディー ※麻生ケイコ名義
- 浅香唯
  - Believe Again
  - セシル
  - NEVERLAND 〜YAWARA!メインテーマ〜
  - Chance!
  - ボーイフレンドをつくろう
  - Stay by Me
  - 笑顔はどうしたの
  - Smile Away　
  - 風のWings
  - Don’t You Know?
  - 雨が雪に変わった夜に　
  - スターシップ　
  - 笑顔にためた涙　
  - ホントならタイヘン　
  - 右瞳いっぱいの夏
  - Moon Train　
  - トライアル　
  - BANDIT　
  - ガールフレンズ
  - 7days Girl
  - Lonesome Blvd.　
  - Dawn Dawn　
  - Great Sheep
  - Somebody Loves Me　
  - Don’t Tell Her About Me
  - Close to My Heart
  - Our Birthday
- 浅倉亜季
  - 内気なボーダーライン　
  - ビードロ恋唄
- 浅野愛子
  - 銀の妖精
- A-Cha
  - 金曜日まで彼は年下
- 鮎川麻弥
  - ジンクスは信じない
  - Wのウィスパー
  - ムーンアヴェニューの影になって
- 飯島真理
  - スコールの少年
- 五十嵐浩晃
  - 011
  - 永遠までの微笑（えがお）
- 石野陽子
  - KISSまで待てない -MY WORLD-
  - ジェラシーには鍵を
- 伊藤かずえ
  - Another Face　
  - 星屑のイノセンス
  - 片手のレジスタンス
  - BLEND YOU！　
  - 未来の記憶
  - 永遠のワインディングロード
- 伊藤つかさ
  - 謎のアンドロメダ〜異次元からの帰還
  - 心からラブ・ソング　
  - Good Nightは嫌い
- 伊藤麻衣子
  - September Summer ～リア・ウィンドウに残った夏～　
  - Love Shooter
- 井上あずみ
  - 魔法のぬくもり
- 今井美樹
  - 去年は、8月だった
- 内海和子
  - 風に抱かれて
- 江戸真樹
  - 右あがりの初恋
- 大西結花
  - 危ないタイトロープ
- 岡田有希子
  - 眠れぬ夜のAQUARIUS
  - 秘密のシンフォニー
- 荻野目洋子
  - スロープに天気雨
  - 涙はスピード揺らすから
  - アフター5はパラダイス
  - 恋しくて
  - 少年の瞳に…
  - A HAPPY NEW YEAR
- 尾高千恵
  - We're changin'〜ティア、振り向かないで（『トゥインクルハート 銀河系までとどかない』挿入歌）
- 織田裕二
  - 週末だけは少年
- おニャン子クラブ
  - ウインクで殺して
  - 避暑地の森の天使たち
  - 体育館はダンステリア　
  - 明るい放課後の過ごし方　
  - 国道渋滞8km
- 風見律子
  - アヴァンチュリエ
  - 時おりヴァイオリンの音が
- 河合奈保子
  - 眠る、眠る、眠る
- 川島みき（川嶋みき）
  - シンデレラたちの憂鬱
  - Morning Side　　
  - Real Time
  - 土曜日だったから
  - 1ブロック先の悲しみ
  - さよならの町へ舞い降りて
  - Winding Road
  - Naturally　
  - Next Dream　
  - Somebody Knows
  - 遠い風のバラッド
- 吉川晃司
  - You Gotta Chance 〜ダンスで夏を抱きしめて〜
  - ポラロイドの夏
  - BIG SLEEP
  - 太陽もひとりぼっち
- 工藤静香
  - 寂しい夜には私を呼んで　
  - 永遠の防波堤
- 工藤夕貴
  - ちょっとだけくずしたい
  - NOBODY KNOWS　
  - フランスの夏・ブロンズの海　
  - 彼女のワールド　
  - ジャ・ノワール　　
  - NO NO トラブル
  - 夜明けをほどいて
- 研ナオコ
  - 冬のカトレア海岸
  - 今宵、芝浦、メランコリー
  - 最後の会話
- 小泉今日子
  - 100%男女交際
  - 片想い
- 小比類巻かほる
  - Hold On Me
  - City Hunter〜愛よ消えないで〜（『シティーハンター』OP）
  - Night Clubbing
  - 悲しきMoon Light
  - I'm Here
- 小山茉美
  - ディスタンスの真夏
- 酒井法子
  - 秘密のガーデン　
  - サンクチュアリ
- 沢田研二
  - 失われた楽園
- G･GRIP
  - I'll come（『新世紀GPXサイバーフォーミュラ』OP）
  - Winners（『新世紀GPXサイバーフォーミュラ』ED）
  - 6番目のEyes
  - 週末のBlue，太陽のBlue
  - 最後はSleepin' Power
- 椎名恵
  - LOVE IS ALL 〜愛を聴かせて〜（TBS系大映テレビドラマ『おんな風林火山』主題歌）
  - それから、受話器を置いた
  - 悲しみは続かない
  - たぶん彼女も水の星座
  - 29 Twenty-nine
  - 14時間遅れの誕生日
  - Duty Free
  - 午後10時からの不在
- 志賀真理子
  - 金のリボンでRockして
  - フリージアの少年
- シブがき隊
  - Booming!
  - 奪われた週末（布川敏和ソロ）
- JA-JA
  - パラダイスの確率（『機動警察パトレイバー』後期ED）
- 少女隊
  - ANNIVERSARY
- 少年隊
  - ZERO
  - 一千一秒物語
- 杉浦幸
  - やさしすぎる、寂しすぎる
  - 砂浜にルージュ（『花のように』両A面シングル）
- 杉山清貴
  - shadow
  - illusionを消した夜
- 高井麻巳子
  - 春は名のみ
  - 風鈴物語　
  - 夕なぎ草紙　
  - 素顔で恋して　
  - あいまい
  - 波のメトロノーム
  - Olive　
  - うそつき
  - 星のせせらぎ
  - ある微笑
  - 追憶のアデュー
  - 知らんぷり
- 高橋美枝
  - オフリミット
- 立花理佐
  - 疑問（TBS系ドラマ『毎度おさわがせしますIII』主題歌）
  - 瞳に天気雨　
  - 告白　
  - 半分恋人
- 田原俊彦
  - 夢であいましょう
  - プロ・ポーズ
- 田村英里子
  - 星座を胸につけた夜
  - River Side
- 田山真美子
  - 青春のEVERGREEN
  - あの頃、ラスト・クリスマス
  - 風待ち通り
  - さよならにはサヨナラを
  - あなたが微笑むなら
  - 私だけのホロスコープ
  - 無人駅
  - 冬の水族館
  - はちみつ海岸　
  - Timeless Garden
  - 何もなかったふりして
  - Platinum国道　
  - 花束の涙
  - 未来はあの日からやってくる
  - 1990年12月24日
  - クリスマス彗星
  - ブックストアと公衆電話
  - 2人がふたりに逢える場所　
  - 雨ばかり見てる　
  - 渚の観覧車　
  - はじめての朝帰り　
  - 夜に眠る魚のように
  - 向こう側のプライヴァシィ　
  - あれが最後のコスモス日和　
  - 永遠のターミナル
- 鶴久政治（MASAHARU）
  - Angel Eyes
  - 君のままでいい
  - 僕らしきBlue
  - White Birthday
  - A Story
- Toshitaro
  - Am9にジェイ〜鋭角ボーイでいてくれよ〜
  - By Air Mail
  - Stay With Me Tonight
  - 最後のリレイション〜To ジェイ〜
  - Lady Tune
  - No Stamp〜消印のないPost Card〜
  - TIME OUT
  - PERSON TO PERSON OVER SEA CALL
- 徳永英明
  - 最後の言い訳
  - どれくらいの時がたてば
  - コバルトに消えたブルー
- 富田靖子
  - それは彼女のグッバイ
  - 黄昏のノンフィクション
- 中森明菜
  - BLONDE
  - 最後のカルメン
  - Back door night
  - Labyrinth
  - 小悪魔（ル・プアゾン）
- 長山洋子
  - ロンリー グッドナイト
  - あたらしいYesterday
  - あきらかに愛になってた
- 西田ひかる
  - フィフティーン
- 西村知美
  - シンフォニーの風
  - ポケットに太陽
  - さよならの学生通り
  - 花泥棒
  - 君は数えられない
  - 小さな愛のメロディ
  - 友だちね
  - 星の砂漠
  - 無我夢中
  - 本当は違うのに
  - あたたかい夜
- 新田恵利
  - 夜風のウィンクムーン
  - 夕陽と風とメロディ
- 仁藤優子
  - 秋からのSummer Time（アニメ『ダーティペア』OVA版エンディングテーマ）
  - Questionは嫌い
  - 黄昏のクレセント
- 畠田理恵
  - ここだけの話 〜オフレコ〜
  - 人見知り
  - 七夕の夜に
  - 反(アンチ)レトロ
  - 春はあけぼの
  - Public Telephone
- BE∀T BOYS
  - 誰よりもLady Jane（A.Meursault名義）
  - 霧に消えたロゼレア（A.Meursault名義）
  - 迷宮のモンテカルロ（A.Meursault名義）
  - やさしい黄昏（A.Meursault名義）
- 福永恵規
  - ロッジの喧嘩はI Love You
  - 10月はさよならのパームツリー
  - 星のPuzzler～永遠を信じて～
  - 三日月のピン・クリップ
  - Blind Summer～やさしい誤解～
  - ONE WAY ROAD
- 藤谷美紀
  - 転校生
  - 夏休み
  - 北斗七星
  - サヨナラに涙をつけて
- 藤原理恵
  - ディアダンサー
- プリンセス プリンセス
  - やさしい殺意
- FAIR CHILD
  - 悪戯の森のレイン
  - ラブ・シックは好き
  - Bye Bye キッチン・ガール
- 堀ちえみ
  - Lazy Moon
- 松本典子
  - 青い風のビーチサイド
  - 天使が棲む島
  - 初恋十二単
  - たったひとりの恋人
  - ジンジャー
  - デ・リ・ケ・ー・ト
  - 雨と水曜日（補作詞）
  - 夜明けまでマーメイド
  - 春から小町
  - いっぱいのかすみ草
  - ふたりだけのNEWSのままで　
  - グリーンの夏　
  - レモネードの午后
  - SILENT STARS ～星空のアリバイ～　
  - ジャスミン半島
- 丸山みゆき
  - いちばん熱い夢
  - FIRE
  - 翼 WIND BENEATH MY WINGS（日本語訳）
  - 2月はあなたに似ている
  - 夏のゆくえ 冬のゆくえ
  - 風に消えた自転車
  - 東京タワーから見えた
- MIE
  - Hungry（日本語詩）
  - Memory（日本語詩）
  - Somebody（日本語詩）
- 水谷圭
  - ライク・ア・ヴァージン（日本語訳）
  - さようならの内側
- 宮沢りえ
  - SHOOTING STAR
- 村田有美
  - Welcome!ガラット-ガラットのテーマ-（『超力ロボ ガラット』OP）
- 森川美穂
  - Nice Meet
  - By Yourself
  - Be Free
  - Splash Blue
  - Paper August
  - 彼女たちのSeptember
  - Summer Sweat Pain
  - How Are You？
  - 永遠が終わった朝
  - 淋しいから言えないから
  - 街角のマガジンラック
  - Break!
  - LOVIN’ YOU
  - 25時には眠れない
  - 失恋旅行
- 森口博子
  - 流星を見てた夜
  - ウィンター・ウィンク
  - スロウ・グッバイが聴こえる
  - FREEZE
- 森山達也
  - Love, かくし色
- 諸岡菜穂子
  - みんなの恋愛論
- 薬師寺容子
  - 原宿物語
  - 握手して
- 安田成美
  - 夜のパティオで
  - ハイウェイ歩けば
  - 初めての街
- 山口弘美
  - 彼でよかった
  - 夢を信じて
  - Miss Misty
- 山下久美子
  - NEW YEAR'S EVE
  - 5・6・7・8 DANCE!
  - Dance Dance2
  - 今宵かぎりのcheek to cheek
  - 最後のドアーまで
- 山田邦子
  - トップ・シークレット
- 山本理沙
  - 11月の夏
  - 13日の金曜日
  - 小悪魔～ブラック・ムーンの雫～
  - 雨のモノローグ
  - DANCEで傷つけて
  - スロウ・シーンの行方
  - IN
  - おしゃれなパラダイス
  - インタビュー
- 結城梨沙
  - Rock Candy（『赤い光弾ジリオン』後期ED）
- ゆうゆ
  - 涙にエクボ
- 芳本美代子
  - KISS MOON
  - 夜明けのAway
  - 星のような雪の夜　
  - ワイパーにはさんだI Love You
  - 涙に消えたクリスマス
  - つむじ風のサンタクロース
  - スカイ・エスケイプ
- ラ・ムー
  - 夏と秋のGood－Luck
  - One And Only
- 和田加奈子
  - 冬のサブリナ
  - Feedback
- 渡辺満里奈
  - 夏休みだけのサイドシート
  - 次のページを開いて
  - 秋服のボートに乗れば
  - 八月、最初の水曜日
  - 続・避暑地の森の天使たち
  - リアウィンドーにgood-bye
  - One Night
- 渡辺めぐみ
  - ゴーストバスターズ（日本語詞）

## 著書
- 『ベルリン冬物語』（角川書店、1988年）のち文庫 - 小説
- 『たった一行のラブストーリー』（講談社、1991年）
- 『恋愛パラドックス 恋はできるけど、愛がつかめない』（大和出版、1991年）
- La Murissant - 田山真美子の写真集にエッセーをつけたもの
- 『プロポーズの瞬間 どんなあなたに彼は決心するのか』（青春出版社、1992年）のち光文社知恵の森文庫
- 『アソウの耳は、神の耳。』（文藝春秋、1993年）
- 『ネコが元気をつれてくる。 「そんなに無理しないでいいのよ」と猫がいう』（大和出版、1994年）のちPHP文庫
- 『泣きたいとき誰がそばにいるの』（PHP研究所、1993年）
- 『じぶんにごほうび 1年を甘ーく生きる24の方法』（廣済堂出版、1995年）
- 『昨日より、幸せになる。』（双葉社、1995年）
- 『眠らない森の天使たち』（ジャパン・ミックス、1995年）
- 『こんなニュースに誰がした』（PHP研究所、1995年）
- 『35歳症候群 私だけのしあわせをみつけるために』（海竜社、1997年）
- 『花と紅茶とアンティークと』（広済堂出版、1998年）
- 『ネコが結婚をつれてくる 「愛には愛がかえってくるよ」と猫がいう』三好貴子絵（大和出版、1999年）
- 『東京育ちの京都案内』（文藝春秋、1999年）
- 『東京育ちの京町家暮らし』（文藝春秋、2000年）
  - 文庫化にあたり『京都で町家に出会った 古民家ひっこし顛末記』と改題
- 『極楽のあまり風 京町家暮らしの四季』（文藝春秋、2001年）
  - 文庫化にあたり『京都暮らしの四季 極楽のあまり風』と改題）
- 『生活骨董。 蒐集ではなく、使う、育む、和のアンティーク』（PHPエル新書、2002年）
- 『もてる人・もてない人』（PHP研究所、2002年）
- 『京都がくれた「小さな生活」。』（集英社be文庫、2003年）
- 『小さな食京都案内』（集英社be文庫、2005年）
- 『麻生圭子の京・花ごよみ』淡交社 2007
- 『茶わん眼鏡で見た、京の二十四節気』日本経済新聞出版社 2007
- 『東京育ちの京都探訪 火水さまの京』文藝春秋 2007 のち文庫
- 『麻生圭子の京できもの遊び』集英社 2008
- 『いけずな京都ふだんの京都』講談社 2008
- 『京都早起き案内』PHP新書 2013
- 『６６歳、家も人生もリノベーション』主婦と生活社 2023

### 翻訳
- フィオナ・フレンチ『スノー・ホワイト・イン・ニューヨーク』（河出書房新社、1988年）
- ロバート・フルガム『愛について必要な知恵はすべて幼稚園で学んだ 57人のアメリカ人のショートラブストーリー』（DHC、1998年）